# محاصره مینووا
محاصره مینووا (انگلیسی: Siege of Minowa)، یکی از چندین نبردی بود که خاندان تاکدا در مبارزات خود برای تصرف سرزمین‌های خاندان اوئه‌سوگی، در طول دوره سنگوکو انجام داد. این بخشی از جنگ قدرت بزرگ‌تر بین تاکدا شینگن و اوئه‌سوگی کنشین است.